# Estatua de príncipe parto

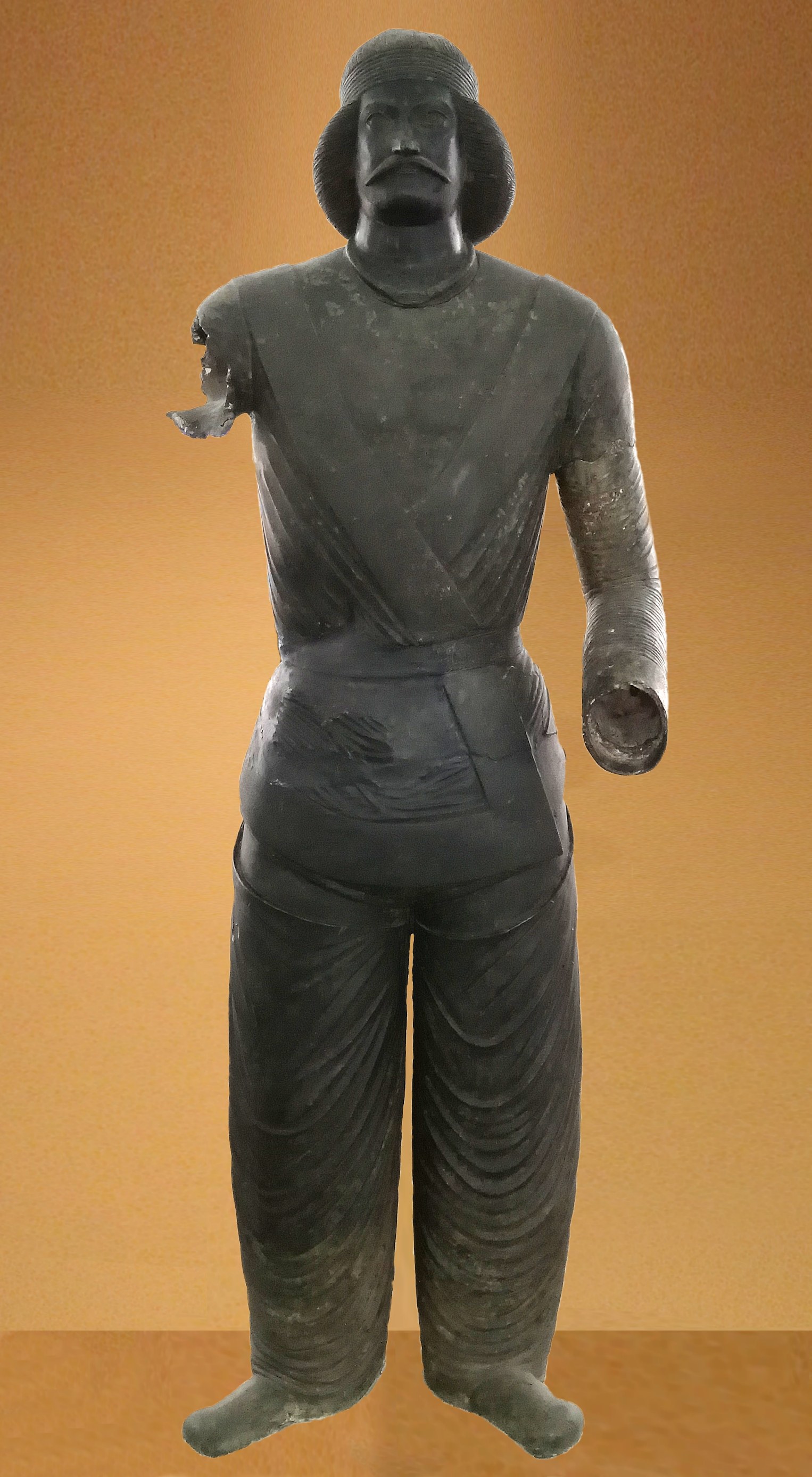
Estatua de bronce de un príncipe parto del santuario en Shami en Elimaida (actual provincia de Juzestán, Irán, a orillas del Golfo Pérsico), actualmente en el Museo Nacional de Irán. Fechada 50 a. C.-150 d. C.

La estatua de un príncipe parto es una de las obras sobrevivientes de arte parto. Actualmente se encuentra en el Museo Nacional de  Irán (Inv. no. 2401) y fue encontrada en Shami (actual provincia de Juzestán), donde había un santuario antiguo. Es una estatua de bronce mide 1.94 m de alto. El hombre se encuentra representado parado en vista frontal. La cabeza de la figura es un poco pequeña en relación con el resto del cuerpo y el rostro posee una superficie lisa no modelada con una nariz aguileña. El hombre tiene una barba corta y un abundante mostacho, su pelo es largo y le cubre las orejas. Alrededor de la cabeza tiene una ancha vincha. Esta vestido con una túnica con una gran abertura en V en el frente y viste pantalones. Alrededor del cuello posee un collar, tal ve un anillo de metal. La mano izquierda y todo el brazo derecho faltan. Sin embargo en Shami, se encontró un brazo de bronce que es posible perteneciera a esta estatua.
Es posible que la cabeza y el cuerpo  de la figura fueran fabricados en forma separada y luego fueran ensamblados en Shami, ya que la cabeza es un tanto pequeña y esta fabricada con un tipo de bronce distinto del usado en el resto de la estatua.
La elevada calidad del trabajo ha hecho surgir algunas especulaciones sobre el sitio donde se la produjo. Algunos estudiosos creen que fue fabricada por artistas griegos o romanos. Otros consideran que fue producida en Palmira o por un artista de esta ciudad, mientras que otros son de la idea que fue producida en Susa (la mayor ciudad antigua ubicada en las inmediaciones).
La estatua fue encontrada por campesinos locales, pero debe haber adornado originalmente un santuario en Shami, donde se encontraron varias estatuas de bronce helenísticas. La estatua representa a un noble del Imperio parto.
La estatua es difícil de fechar. Los estudiosos han propuesto varias fechas que van desde el siglo II a. C. hasta el siglo II d. C.

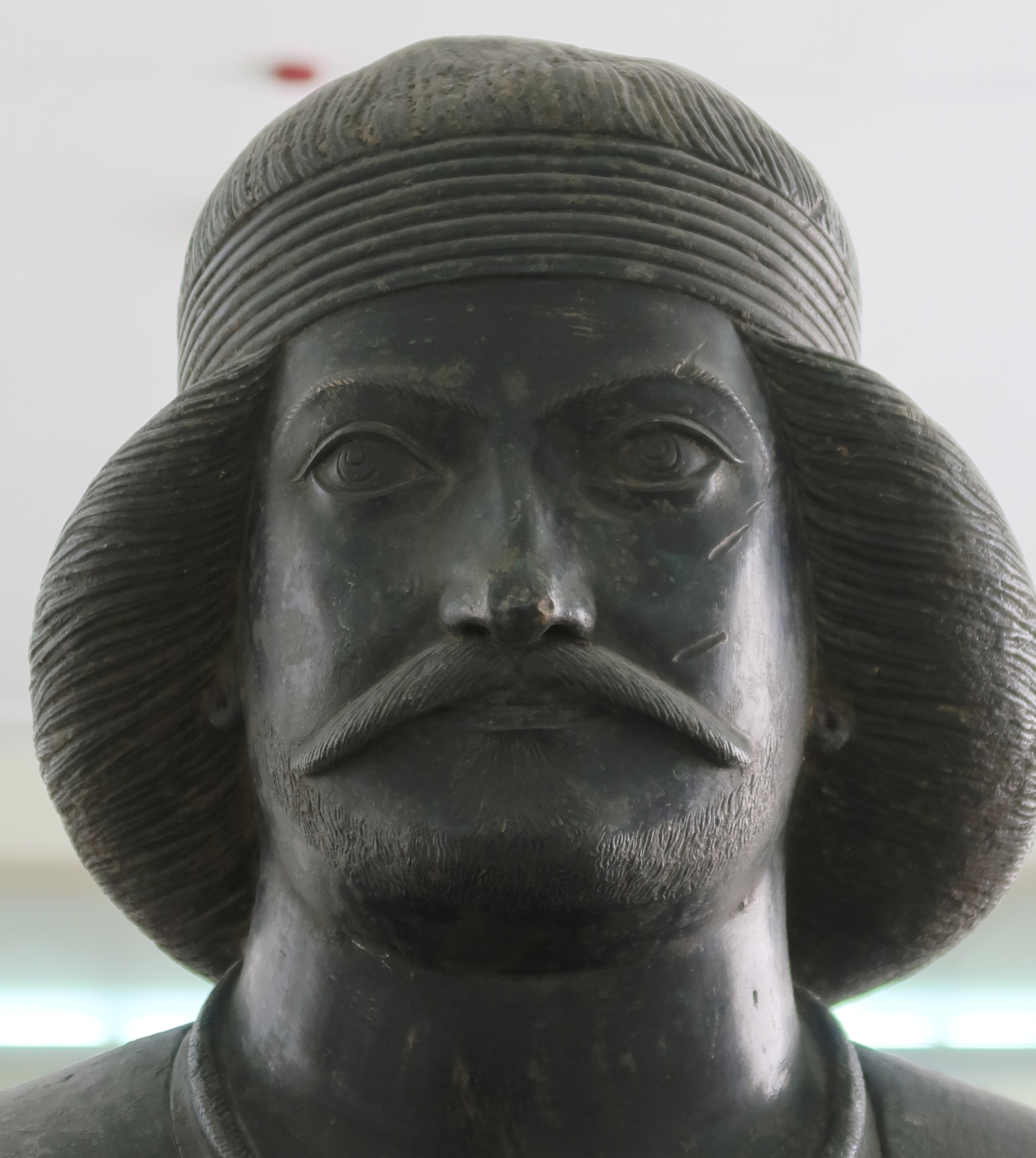
Rostro de la estatua de un príncipe parto.